# Al Zawraa
Al Zawraa (Arabisch: نادي الزوراء) Is een Iraakse voetbalclub uit Bagdad.
De club is opgericht in 1969 en is een van de succesvolste voetbalclubs uit Irak.
Ze wonnen 12 keer de nationale titel en waren tweede in de Asian Cup Winners Cup in 2000.

## Erelijst
- Super League (14 keer)[1]

1976, 1977, 1979, 1991, 1994, 1995, 1996, 1999, 2000, 2001, 2006, 2011, 2016, 2018
- Irak FA Cup (14 keer)

1976, 1979, 1981, 1982, 1989, 1990, 1991, 1993, 1994, 1995, 1996, 1998, 1999, 2000
- Irak Super Cup (3 keer)

## Spelers
- Ahmad Ali Jaber
- Rahim Zayer
- Haidar Abdul-Khadir
- Nawaf Falah
- Mohammed Mahmood

## Bekende oud-spelers
- Nashat Akram
- Emad Mohammed
- Ahmad Radhi
- Falah Hassan
- Thamer Yousif

## Bekende oud-coaches
- Ammo Baba
- Wathiq Naji
- Adnan Hamad